# Jakob Kuhn
Jakob "Köbi" Kuhn, född 12 oktober 1943 i Zürich, död 26 november 2019 i Zollikerberg i kantonen Zürich, var en schweizisk professionell fotbollsspelare och tränare.

## Meriter
- 63 A-landskamper för Schweiz herrlandslag i fotboll

## Klubbar
- FC Zürich

## Tränarkarriär
- Förbundskapten för Schweiz herrlandslag i fotboll
  - EM i fotboll 2004
- Förbundskapten för Schweiz U21-herrlandslag i fotboll

### Fotnoter
1. ↑  ”Jakob Kuhn, former Switzerland soccer coach, dies aged 76” (på engelska). Washington Times. 26 november 2019. https://www.washingtontimes.com/news/2019/nov/26/jakob-kuhn-former-switzerland-soccer-coach-dies-ag/. Läst 28 november 2019.